# Procladius pallidus
Procladius pallidus är en tvåvingeart som först beskrevs av Jean-Jacques Kieffer 1913. Procladius pallidus ingår i släktet Procladius och familjen fjädermyggor.
Artens utbredningsområde är Myanmar. Inga underarter finns listade i Catalogue of Life.